# クミ県

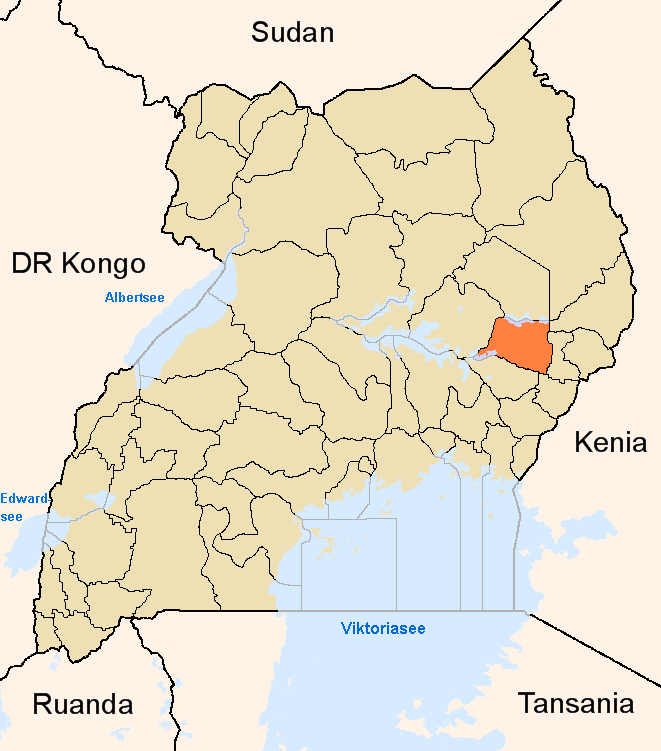
2001年から2005年のクミ県と県境

クミ県 (クミけん、Kumi District) はウガンダ東部テソ地方南東部の県。1974年にテソ県の南東部が南テソ県として分割され、1979年にクミ県に改名された。西にンゴラ郡、中部にクミ郡、南東にブケデア郡が置かれていたが、ブケデア郡は2006年7月にブケデア県として分割された。北のカタクイ県との間のビシナ湖とオペタ湖など周囲を水域に囲まれている。面積は1,771.74km²で、330.76km²は水域である。2つの郡にクミTCを含め11の副郡、149の教区が置かれている。2002年の国勢調査人口のうち2006年以降のクミ県分は 265,488 人。住民の多くはテソ族の農民でキャッサバ、マメ、綿、ラッカセイ、モロコシ等が栽培される。知事に相当する第5地域議会 (LC5) 議長はイスマイル・オロット。

## 隣接する県
西に北テソ県から改名されたソロティ県、東にカラモジャ地方のナカピリピリ県、南にブケディのパリサ県と接する。
- カタクイ県
- ナカピリピリ県
- ブケデア県
- ブテボ県
- パリサ県
- ンゴラ県

## 交通
東から北西にかけてウガンダ鉄道の路線が通る。